# Semidalis mexicana
Semidalis mexicana är en insektsart som beskrevs av Meinander 1972. Semidalis mexicana ingår i släktet Semidalis och familjen vaxsländor. Inga underarter finns listade i Catalogue of Life.